# Янів-Львівський
Янів-Львівський — ліквідована залізнична станція Львівської дирекції Львівської залізниці. Розташована в селищі міського типу Івано-Франкове (раніше Янів), Яворівського району Львівської області. Нині лише за залишками залізничної інфраструктури можна визначити місце знаходження цієї залізничної станції.